# Velimir Turković
Barun Velimir Turković (?, 1894. – Zagreb, 22. kolovoza 1939.), bio je hrvatski bankar i plemić iz obitelji Turković Kutjevski. 

## Životopis
Turković je treći i najmlađi sin kutjevskog baruna Petra Dragana, predsjednika Zagrebačke pivovare i Hrvatske eskomptne banke te kasnije i velikog župana Zagrebačke županije.
S dvojicom starije braće Vladimirom i Davorinom, početkom 1919. godine u Zagrebu osnovao je Bankarsku radnju braća Turković koja je dvije godine kasnije pretvorena u dioničko društvo s kapitalom od 5 milijuna kruna. Kasnije je kapital u nekoliko navrata povišen na 10 milijuna dinara. Godine 1922. Banka je stupila u interesnu zajednicu s Prvom hrvatskom štedionicom, koja je početkom 1935. posjedovala 25% dionica, dok je londonska tvrtka Banac imala 15%, a braći Turković preostalo je 60% dionica. Banka se bavila redovnim bankarskim poslovima i financijskim operacijama obitelji Turković. Osim toga obavljala je prodaju automobila, motocikala i bicikala iz belgijske tvornice Fabrique Nationale de Herstal. Turković je dugi niz godina bio član ravnateljstva banke.